# Jaguaré
Pour le footballeur brésilien, voir Jaguaré (football).
Jaguaré est une municipalité brésilienne située dans l'État de l'Espirito Santo.